# Парк природе Златни пјасци
Парк природе Златни Пјасци (бугарски: Природен парк "Златни пясъци") is се налази на бугарском приморју у Варненској области. Заузима површину од 13,2 km². Територија парка је дугачка 9,2 km а просечно широка 1,2 km. Подручје парка је проглашено заштићеном територијом 1943. године (под именом Државна шума Хачука). Према критеријуму Међународне уније за заштиту природе, парк је смештен у пету категорију.

## Флора
Прекривен је природним листопадним шумама које се састоје од различитих храстових врста као што су сладун, мочварни бели храст и граб. Локална вегетација парка, за разлику од шума где преовладавају храстови, такође обухвата и екосистеме густог шумског типа.
Храстови и пратеће сребрнолисне липе, црни јасен, брест, и клен прекривају брдовито подручје у централном делу парка. У овим шумама расту све врсте дрвећа типичне за шуме на надморској висини до 1000 m а неке од њих (липе, брестови) су старије од 100 година. Двестогодишњи обични јавор са обимом стабла од 4 м спада међу знаменитостима парка. Међу бројним травнатим врстама најчешћи су обични дивизми, лан, и боквица.
Густи шумски екосистеми заузимају мању и влажнију област на југоистоку. Неке врсте листопадног дрвећа (пољски јасен, храст, брест, бела топола, рашељка) су прекривене пузавицама: Usnea, врежа, бршљан, хмељ, и луштрика. Ове шуме су изненађујуће сличне тропским шумама. Неке од врста трава у парку су раставић, оријенталне перунике, дивље орхидеје, и козлаци.
Жбунасти екосистеми налазе се на стрмим стеновитим местима у парку. Доминирају грмови јоргована, јасмина, и драче. Траве у тим деловима су углавном отпорне на сушу. Неке од ређих врста су пелин, камилица, и заштићена врста ефедра. Под заштитом се налази 20 ретких и угрожених врста (висибаба, јагорчевина, орхидеје, итд.).
Током дугогодишњег утицаја човека, шума се променила, нека природна вегетација замењена је грмовима граба. Резултат људског деловања су новонастали екосистеми. Најчешћи четинари у парку су црни бор, европска јела, чемпрес, и кедар, а од листопадних - акација, црни јасен, и бела топола. Флора парка обухвата укупно око 500 биљних врста.

## Фауна
Две врсте водоземаца, 8 врста гмизавца, 78 врста птица и 25 врста сисара живи у парку. Међу различитим гмизавцима неке заштићене врсте су смук и корњаче. Од 78 врста птица најчешће су кос, дрозд, сенице, детлићи, креје, и обични мишари. Од птица грабљивица најчешће су јастреби, буљина и шумска сова. У воденом басену гнезди се барска кокица и патка глувара.
Неке од типичних врста сисара које се срећу у парку су: срна, црвени јелен, дивља свиња, јазавац, веверице, куна, и кунићи. Среће се и велики број инсеката. Један од најатрактивнијих је јеленак, а на отвореним површинама, лептири - једрилци, адмирал, мали копривар, итд. Под заштитом су неке ретке и угрожене животињске врсте - 70 врста птица (обични мишар, орао кокошар, батокљун, златна вуга, итд.) и 25 врста сисара (срна, дивља свиња, јазавац, јеж, куна златица, и слепи мишеви).